# Microcyclops ceibaensis
Microcyclops ceibaensis – gatunek widłonoga z rodziny Cyclopidae. Jako pierwszy opisał go w 1919 roku amerykański zoolog Charles Dwight Marsh, nadając mu nazwę Cyclops ceibaensis.